# Dumb Ways to Die
「Dumb Ways to Die」（ダム・ウェイズ・トゥ・ダイ、おバカな死に方）とは、メトロ・トレインズ・メルボルンが制作したインターネット・ミーム方式の広告、及び広告中の歌のタイトルである。英語での略称はタイトルの頭文字(Dumb Ways to Die)を取ってDWTD。

## 概要
2012年11月15日、メトロ・トレインズ・メルボルンが開設した鉄道安全キャンペーンサイト（英語）を通じてYouTubeで公開された。
2024年5月時点での視聴回数は3億回。
アニメーションを通じて鉄道事故の防止を訴えるもので、このキャンペーンにより、メトロ・トレインズ・メルボルンでの死亡事故は前年比で21％減少した。
2013年のカンヌ国際広告祭で5部門グランプリ、金賞18個、銀賞3個、銅賞2個の計28部門という最多の受賞を達成した。
他のバージョンもあり、広告ソングのカラオケバージョン、広告になかった鉄道での危険行為（駆け込み乗車）の他、ハロウィン、エイプリルフール、クリスマス、アイスバケツチャレンジなどと絡めた短編も存在する。また、ファンによるカバー（実写の他に、英語以外の他言語）やパロディ(替え歌)などの二次創作も盛んとなっている。
2024年10月27日にHappy Tree Friendsとのクロスオーバー「Happy Train Friends」がYouTubeにて公開された。

## 内容
歌：Tangerine Kitty（Tinpan Orange と The Cat Empire のコラボレーション）
女性ボーカルのアコースティックな曲調の歌に合わせ、キャラクターたちが様々な危険行為（期限が切れた薬を飲んでみたり、自分で電気工事を試みたり、ドラム式洗濯機の中に隠れてみたり 等)により致命傷を負っていく。
終盤(2分21秒から)には、鉄道(電車や駅)での人身事故に至る3つの危険行為(「駅のホームの端に立つ(Stand on the edge of a train station platform)」、「下がっている遮断機を無視する(Drive around the boom gates at a level crossing)」、「線路を突っ切る(Run across the tracks between the platforms)」)を極め付き（The Dumbest ways to Die）として挙げ、電車への注意(と人への安全)を呼び掛ける。
キャッチコピーは「Be Safe Around Trains（電車の周りでは安全に。）」

## キャラクター
キャラクターは全員豆をモチーフにしている。
名前を和訳すると「愚か」「間抜け」「劣等生」など、dumb（お馬鹿）の類義とも言える単語や、「不運」「災害」など事故に関係する単語から成っている。
尚、読みが2種類に分かれるキャラクターに関しては前者がネイティブスピーカー(ネイティブ)である。
ナンプティ（Numtpy）
男性。体色は青色。頭に火が点いている。エイプリルフールに作られた動画で、子供がいる描写が存在する。兄弟がいる。この作品の看板キャラクターの一人でもある。
ハプレス/ハップレス(Hapless)
男性。体色は黄色。ハイイログマを棒でつついて上半身を食われ、噴水のように出血している。
ピロック（Pillock）
男性。体色は青緑色。期限切れの薬を多量に飲んだため、体中に炎症がある。忘れっぽかったらしい。
ディッピー（Dippy）
男性。体色はピンク色。プライベートゾーンでピラニアを釣ろうとして、下半身が骨だけになっている。
ダムコフ（Dummkopf）
男性。体色はピンク色だったが、トーストを取り出そうとしてトースターにフォークを突っ込んで感電し、全身骨だけになっている。語源はドイツ語から。
ディムウィット（Dimwit）
男性。体色は水色だったが、自分で行った電気工事で火災を起こし、黒焦げになっている。ちなみに色盲である。
ストゥープ（Stupe）
男性。体色は黄緑色。独学で飛行機を操縦したため、墜落して首がもげている。父は偉大なサメのハンターだった。
ラックス（Lax）
男性。体色は青色。2週間常温で放置したパイを食べたため、口元に嘔吐した跡がある。なんでも食べる食いしん坊。
クロッド（Clod）
男性。体色は緑色。仮面をかぶった殺人鬼。右手に刃物が3本付いた手袋、左手にチェーンソーを持っている。「殺人鬼を（家の）中に呼ぶ(Invite a psycho-killer inside)」という歌詞であるため、20人の他のキャラと異なり唯一、加害者側である。そのため全員が踊るシーンにも一瞬しか登場しない。
ドゥームド（Doomed）
男性。体色は紫色。ドラッグ売人の新しいブランド車を傷つけたので黒色の袋に入れられ、足だけが出ている（ゲームなどの作品によっては腕が出ている場合もある）。
ナムスカル（Numskull）
女性。体色は緑色。宇宙服を着ている。真空の宇宙空間でヘルメットを外したため、頭を失い目だけが残っている。
バングル（Bungle）
男性。体色はピンク色。かくれんぼが好きで、隠れ場所であるドラム式洗濯機の中に入っている。
ミシャップ / ミスハップ（Mishap）
男性。体色は緑色。ペットとして飼っていたガラガラヘビが右目に食い付いている。
ダンス（Dunce）
男性。体色は青色。腎臓を両方ともインターネットで売ったため、縫い目が腰に残り、紙幣を何枚か持っている。
カラミティ（Calamity）
女性。体色は茶色。強力接着剤を飲んだために、体が動かず、全員が踊るシーンでも左右に小さく揺れる程度である。
ニニー（Ninny）
男性。体色は黄土色。バレンタインデーに作られた動画では、彼（彼女）は先述したダンス(Dunce)と恋仲にある描写が存在する。
とにかく赤色が大好きだったため、好奇心で用途不明の赤いボタン（実は大爆発を起こすスイッチ）を押してしまう。唯一喋る(台詞がある)キャラクター。
ボッチ（Botch）
男性。体色は緑色。狩猟期にヘラジカに扮装したため、ヘラジカと間違えられ体を何か所も撃たれ出血している。
デューファス / デュファス（Doofus）
男性。体色は黄色。スズメバチの巣で遊んでいたため、体中にハチがまとわり付いている。
スタンブル（Stumble）
男性。体色はピンク色。金髪で目がほとんど映ってなく、イヤホンを付けている。駅のホームの端に立っていたため、転落して電車に轢かれ、体が3つに切断されている。
ボーンヘッド（Bonehead）
男性。体色は緑色。気短な性格で、自動車で踏切の遮断機を避けて突っ切ろうとしたため電車と衝突し、体が3つに切断されガラスの破片とハンドルが刺さっている。
パッツ / プッツ（Putz）
男性。体色は紫色。風船を持っている。手をすり抜けた風船を取ろうと線路を横切ったために電車に轢かれ、体が縦に真っ二つになっている。

## ゲームアプリ
2014年8月、iOS及びAndroidで提供が開始された。
画面上にバーで表示される制限時間内に、指示に沿ったタップやスワイプなどをして課題をクリアし、ポイントを獲得する。3回失敗するとゲームオーバーとなる。
同年(2014年)11月にiOS 12月にAndroidに第2弾の
Dumb ways to die 2 the game がリリースされた。
第1弾(Dumb ways to die game)よりゲームの数が増えているのが特徴

## 他企業への起用
- エンパイア・ライフ（英語版）(2014年5月- [3]) - カナダの生命保険会社(特設サイト)。キャッチコピーは "The dumbest way to die is without life insurance."
- デンバー地域交通局(2016年1月- [4]) - アメリカ・コロラド州の公共交通機関(特設サイト)。鉄道だけでなくバスにもキャンペーン対象を広げている。キャッチコピーは "Be safe around buses and trains."